# Font del Borrell d'Osor
La Font del Borrell d'Osor és una font d'Osor (Selva) inclosa a l'Inventari del Patrimoni Arquitectònic de Catalunya.

## Descripció
És una font coberta amb una estructura de fusta i una teulada d'un vessant a façana. El conjunt de la font està format per dues parets que hi conflueixen, l'aterrassament, el dipòsit, una petita tauleta de suport i una arcada poc fonda, de mig punt, on hi ha la font.
La font de Borrell és la més coneguda d'Osor, datada almenys del segle xviii. La imatge actual de la font data del 1994, després de diverses rehabilitacions als segles XIX i XX.